# Centralny Zintegrowany Szpital Kliniczny Uniwersytetu Medycznego im. Karola Marcinkowskiego w Poznaniu
Centralny Zintegrowany Szpital Kliniczny Uniwersytetu Medycznego im. Karola Marcinkowskiego w Poznaniu (skr. CZSK) – budowany pomiędzy ulicami Grunwaldzką, Marcelińską i Przybyszewskiego w Poznaniu szpital, który po zakończeniu budowy przejmie funkcje Szpitala Klinicznego im. Heliodora Święcickiego (przy ul. Przybyszewskiego oraz ul. Grunwaldzkiej) i Szpitala Klinicznego Przemienienia Pańskiego (przy ul. Długiej 1/2). W ramach szpitala powstanie Centrum Medycyny Interwencyjnej, w ramach którego funkcjonować będzie pierwszy Szpitalny Oddział Ratunkowy w strukturach Uniwersytetu Medycznego w Poznaniu.

## Historia
Senat UMP 23 czerwca 2021 wyraził zgodę na formalne połączenie obu szpitali, a 27 października 2021 uchwalił statut Szpitala Klinicznego im. Heliodora Święcickiego, na mocy którego budynki SKPP przy ul. Długiej i przy ul. Szamarzewskiego z dniem 1 stycznia 2022 stały się filią szpitala przy ul. Przybyszewskiego. Po ukończeniu budowy Szpital Kliniczny im. Heliodora Święcickiego zostanie przekształcony w Centralny Zintegrowany Szpital Kliniczny.
Rada Ministrów 7 stycznia 2020 uchwaliła program wieloletni, w którym na budowę szpitala przeznaczono ok. 520 mln zł. Środki finansowe pochodzą także z Funduszy Unii Europejskiej oraz z kredytu udzielonego przez Europejski Bank Inwestycyjny. Pierwszy etap inwestycji obejmuje budowę Szpitalnego Oddziału Ratunkowego oraz przeniesienie oddziałów z ul. Długiej i Grunwaldzkiej. Ewentualne kolejne etapy rozbudowy obejmą przeniesienie oddziałów z budynku przy ul. Przybyszewskiego.
Generalnym wykonawcą I etapu budowy została firma Warbud, umowę zawarto 2 marca 2021. Budowa szpitala rozpoczęła się oficjalnie 28 lipca 2021. Otwarcie pierwszego modułu z SORem, oddziałem intensywnej terapii oraz blokiem operacyjnym nastąpiło 4 kwietnia 2024.
Według wcześniejszych planów do nowo budowanego szpitala miały także przenieść się oddziały z Ortopedyczno-Rehabilitacyjnego Szpitala Klinicznego im. Wiktora Degi, jednak Uniwersytet podjął decyzję o jego dalszej rozbudowie. 

## Charakterystyka
Szpital ma składać się z kilku modułów, z których największym będzie moduł IA (sąsiadujący z Regionalnym Centrum Krwiodawstwa i Krwiolecznictwa przy ul. Marcelińskiej), w którym znajdzie się SOR, OIT, bloki operacyjne oraz lądowisko dla helikopterów. Jako kolejny ma być otwarty moduł IB z oddziałami zabiegowymi (chirurgii ogólnej, urazowo-ortopedycznej, jednego dnia oraz oddział urologiczny). Budynek SOR będzie połączony przejściem podziemnym ze starym budynkiem przy ul. Przybyszewskiego.